# Södra Entjärnen
Södra Entjärnen är en sjö i Torsby kommun i Värmland och ingår i Göta älvs huvudavrinningsområde. Sjöns area är 0,028 kvadratkilometer och den befinner sig 425 meter över havet.